# Janusz Zieliński
Janusz Zieliński (ur. 11 lipca 1953 w Olsztynie) – polski technolog chemii, prof. dr hab. inż, prorektor Politechniki Warszawskiej ds. Filii w Płocku w kadencjach 1999–2002; 2002–2005; 2012–2016 i 2016–2020.

## Życiorys
Ukończył studia na Wydziale Chemicznym Politechniki Warszawskiej, Oddział w Płocku w 1976 r. W roku 1983 uzyskał stopień doktora, w 1992 r. stopień doktora habilitowanego zaś tytuł naukowy profesora – w roku 2001.
Zakres jego zainteresowań naukowych obejmuje m.in. chemię i technologię ropy naftowej i polimerów, technologię przerobu ciężkich frakcji ropy naftowej i węgla kamiennego, modyfikację substancji bitumicznych pochodzenia naftowego i węglowego, unieszkodliwianie i utylizacja odpadów przemysłowych, płyny chłodzące i sorbenty węglowe. Ponadto profesor interesuje się problematyką polityki ekologicznej i energetycznej, organizacji i zarządzania w jednostkach szkolnictwa wyższego i sektorze przemysłu chemicznego oraz zagadnieniami innowacji i wynalazczości.
Jest autorem i współautorem w ponad 500 opracowaniach monograficznych, publikacjach, referatach konferencyjnych, patentach.

## Zajmowane stanowiska
- - 1999–2002; 2002–2005; 2012–2016; 2016–2020 – Prorektor Politechniki Warszawskiej ds. Ośrodka Naukowo-Dydaktycznego / Szkoły Nauk Technicznych i Społecznych / obecnie Filii
  - 1999–2002; 2002–2005; 2012–2016; 2016–2020 – Dziekan Wydziału Budownictwa, Mechaniki i Petrochemii
  - od 1999 – członek Senatu PW
  - 2005−2012 – członek Senackich Komisji ds. Mienia i Finansów oraz od 2008 r. Kadr i ds. Organizacji (wiceprzewodniczący), Nadzwyczajnej Komisji ds. Nowelizacji Statutu
  - 2006–2012 – członek Uczelnianej Rady Nauki PW, Kapituły Medalu Młodego Uczonego i Rady Programowej Projektu „Program Rozwojowy PW”
  - od 2005 – kierownik Zakładu Tworzyw Sztucznych
  - 2005–2008 – z-ca Prorektora PW ds. Szkoły Nauk Technicznych i Społecznych
  - 2008−2012 – przewodniczący Komisji Rady Wydziału ds. Rozwoju Kadry, Nagród i Odznaczeń oraz Odwoławczej ds. Oceny Nauczycieli Akademickich
  - 1996−1999 – Prodziekan ds. ogólnych Wydziału Budownictwa, Mechaniki i Petrochemii
  - 1993–1996 – zastępca Dyrektora Instytutu Chemii WBMiP
  - 1993–1999 i 2005–2008 – członek Rektorskich Komisji ds. Badań Naukowych, Funduszu Rozwoju Uczelni, Zespołów roboczych tematycznych, Dziekańskich Komisji ds. Kadr oraz Organizacji i Finansów

## Członkostwa
- American Chemical Society, Divisions of: Petroleum Chemistry/Materials Science and Eng./Industrial and Engin. Chem.
- Deutsche Gesselschaft für Chem. Apparatewessen, Chemische Technik u. Biotechnologie
- American Association for the Advancement of Science
- Stowarzyszenie Inżynierów i Techników Przemysłu Chemicznego
- Polskie Towarzystwo Chemiczne
- Polskie Towarzystwo Węglowe
- Stowarzyszenie Polskich Wynalazców i Racjonalizatorów
- Polskie Stowarzyszenie Naukowe Recyklingu

## Nagrody, wyróżnienia, odznaczenia
- Tytuł "Złoty Inżynier 2016"
- Odznaka honorowa „Za zasługi dla budownictwa” (2013)
- Krzyż Kawalerski Orderu Odrodzenia Polski (2011)[4]
- Złoty Krzyż Zasługi (2002)[5]
- Srebrny Krzyż Zasługi (1997)[6]
- Belgijski Krzyż Oficerski „Merita de L’Invention” (2004)
- Medal Komisji Edukacji Narodowej (1999)
- Złota Odznaka „Zasłużony dla Politechniki Warszawskiej” (2007)
- Złota Odznaka Honorowa NOT (2006)
- Złota Odznaka Honorowa SITPChem (1983)
- Honorowy Złoty Medal Stowarzyszenia Polskich Wynalazców i Racjonalizatorów im. T. Sendzimira za działalność wynalazczą (2001)
- Złota Odznaka Honorowa Stowarzyszenia Polskich Wynalazców i Racjonalizatorów (2004)
- Odznaka honorowa „Za Zasługi dla Wynalazczości” Prezes Rady Ministrów (2005)
- Srebrna Odznaka honorowa „Za Zasługi dla Ochrony Środowiska i Gospodarki Wodnej” (1997)
- Srebrna Odznaka „Za zasługi dla przemysłu chemicznego” (1989)
- Nagroda Marszałka Województwa Mazowieckiego za „Zasługi na rzecz Województwa Mazowieckiego” (2005)
- Medal „Zasłużony dla Płocka” (2004)
- Medal im. I. Łukasiewicza za osiągnięcia badawczo-wdrożeniowe dla przemysłu petrochemicznego (1996)
  - nagrody (26) Rektora Politechniki Warszawskiej za osiągnięcia w dziedzinie naukowej, badawczej i organizacyjnej